# She-Man
She-Man è un film del 1967 diretto da Bob Clark.

## Trama
Un soldato è costretto a prendere estrogeni e indossare biancheria intima femminile a causa del ricatto da un travestito violento.